# カンビュセス1世
カンビュセス1世（古代ペルシャ語: 𐎣𐎲𐎢𐎪𐎡𐎹 Kambūjiya カンブージヤ、古希: Καμβύσης カンビュセース、ペルシャ語表記:کمبوجیه 、英: Cambyses I、紀元前600年 - 紀元前559年）は、アケメネス朝のアンシャン王。後に大帝国を建国したキュロス2世の父親。

## 来歴
紀元前600年頃、父親キュロス1世の死後アンシャン王となり、紀元前559年頃まで在位したと思われる。メディア王国に従属しており、そのことは息子キュロス2世が残した円筒形碑文（バビロン出土）にも記されている。ウルクに残された碑文でも、キュロス2世は自身をカンビュセスの息子と記している。ただしウルク碑文に登場するカンビュセスを、アッシリアへ人質に送られた弟のアルックと見なす最近の意見もある。
カンビュセスの治世について、カンビュセス自身の時代に書かれた記録は見
つかっていない。ギリシャの歴史家ヘロドトスの記述によれば、メディア王アステュアゲスは自分の娘マンダネをカンビュセスに嫁がせ、キュロス2世が生まれたという。ただし楔形文字の記録にそのような記述は無い。クテシアスは別の記述をしているが、歴史学的な研究によれば信用するにあたらない。クセノポンは小説『キュロスの教育』の中で、カンビュセスを「ペルシア王」と記しているが、これはカンビュセスを並の身分の人物だったと記しているヘロドトスよりも正確な記述である。